# Банковський Микола Владиславович
Микола Владиславович Банко́вський (нар. 3 березня 1919, Курськ — пом. 14 серпня 2006) — український і російський радянський актор. Заслужений артист УРСР з 1971 року.

## Біографія
Народився 3 березня 1919 року в місті Курську (нині Росія). Навчався у Інституті театрального мистецтва у Москві у Павла Массальського.
Упродовж 1951—1956 років працював у Челябінському драматичному театрі імені Самуїла Цвіллінга; у 1957—1959 роках — у Алма-Атинському російському театрі драми імені Михайла Лермонтова; у 1960—1963 роках — у Ленінградському драматичному театрі імені Віри Коміссаржевської; у 1963—1968 роках — в Омському драматичному театрі; у 1968—1978 роках — у Кримському російському драматичному театрі імені Максима Горького у Сімферополі; у 1978—1979 роках — у Донецькому обласному російському драматичному театрі у Жданові; у 1979—1983 роках — знову у Кримському російському драматичному театрі імені Максима Горького. У 1983—1991 роках — читець-декламатор товариства «Знання».
Помер 14 серпня 2006 року.

## Творчість
театральні ролі
- Терновий («І відлетимо з вітрами» Миколи Зарудного);
- Журналіст («Зупиніть Малахова!» Валерія Аграновського);
- Борис Годунов («Цар Федір Іоанович» Олексія Толстого);
- Яків Богомолов («Яків Богомолов» Максима Горького);
- Клавдій («Гамлет» Вільяма Шекспіра);

ролі у кіно
- епізод («Про тих, кого пам'ятаю і люблю», 1973);
- Кранц («Кодова назва «Південний грім»», 1980);
- адмірал Барнсуел («Останній аргумент королів», режисер Віктор Кісін, 1993, «Укртелефільм»).

Автор і виконавець літературних композицій за творами Михайла Булгакова, Володимира Маяковського, Бориса Васильєва.